# تلسکوپ تلفیقی پرتوهای ایکس پرانرژی
تلسکوپ تلفیقی پرتوهای ایکس پرانرژی (انگلیسی: Hard X-ray Modulation Telescope) که HXMT و Insight نیز نامیده می‌شود، یک تلسکوپ فضایی پرتو ایکس که در ۱۵ ژوئن ۲۰۱۷ با هدف رصد سیاه‌چاله‌ها، ستاره‌های نوترونی، هسته کهکشانی فعال و دیگر پدیده‌ها بر پایه انتشار پرتو ایکس و پرتو گاما به فضا پرتاب شد. این تلسکوپ نخستین ماهواره اخترشناسی چین بوده و بخشی از مجموعه ماهواره‌های شناسایی و تصویربرداری جیان‌بینگ ۳ به شمار می‌رود.
این پروژه حاصل همکاری مشترک وزارت علوم و فناوری چین، آکادمی علوم چین و دانشگاه چینهوا است که از سال ۲۰۰۰ در دست توسعه بوده است.